# Carrer de la Processó (Boadella d'Empordà)
El carrer de la Processó és un carrer històric del nucli antic de Boadella, a la banda de tramuntana. Dues de les cases estan incloses en l'Inventari del Patrimoni Arquitectònic de Catalunya. Boadella era un reduït grup de masies escampades fins que, entre els segles X-XI es va edificar el castell de Boadella. A poc a poc va convertir-se en un catalitzador de la població dels masos que cercava la protecció que oferia la fortificació. D'aquesta forma es va convertir en l'origen primitiu del nucli urbà de Boadella.
En els segles XV-XVI es van aixecar les primeres cases de pedra al nucli urbà (actuals carrers del Portal, de la Processó, etc.) al costat del castell i de la seva capella dedicada a Santa Cecília, juntament amb el cementiri. Durant la segona meitat del segle xvii, Boadella es va dotar d'Universitat, institució de govern municipal, sota la supervisió del baró.
En aquest context de prosperitat, segurament es van construir els edificis que tipològicament i pel context del carrer s'han d'enquadrar als segles XVII-XVIII.

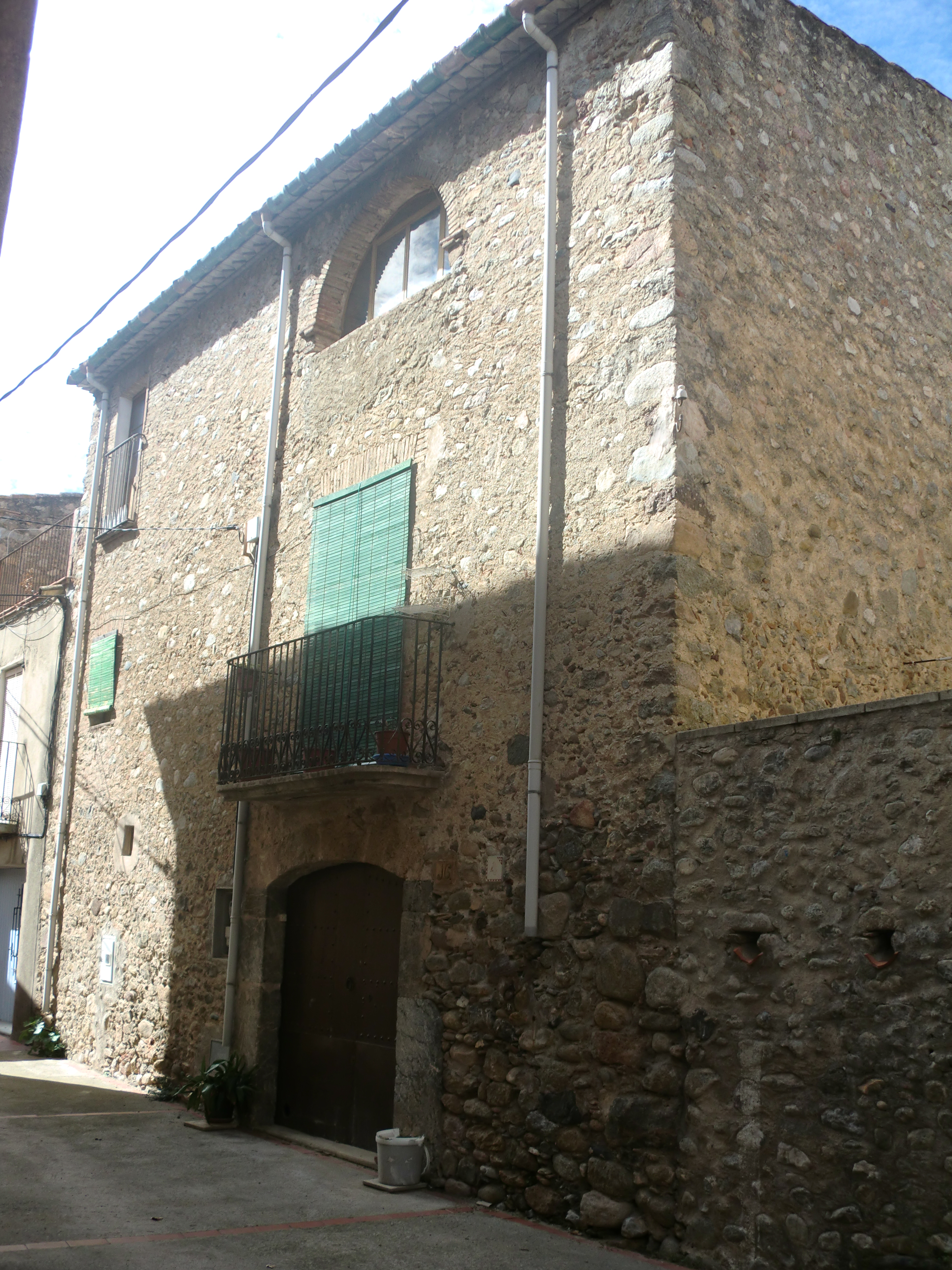
Casa al carrer de la Processó, 4

## Casa al número 4
La casa al número 4 és un edifici entre mitgeres de planta rectangular, amb la coberta de teula de dues vessants i distribuït en planta baixa i dos pisos. La façana principal, orientada al carrer de la Processó, presenta un gran portal d'arc rebaixat adovellat, amb els brancals fets de carreus desbastats. Damunt seu hi ha un balcó exempt amb la llosana motllurada i el finestral de sortida rectangular bastit amb maons. Al pis superior s'hi troba una finestra balconera de maons, a l'extrem de ponent del parament, i una obertura d'arc de mig punt bastida en maons, a llevant. La façana està coronada per un ràfec de dents de serra pintat que presenta la data de construcció 1867, la qual es pot referir a la reforma de la coberta.
La construcció és bastida amb còdols i pedra sense treballar, lligada amb abundant morter de calç.

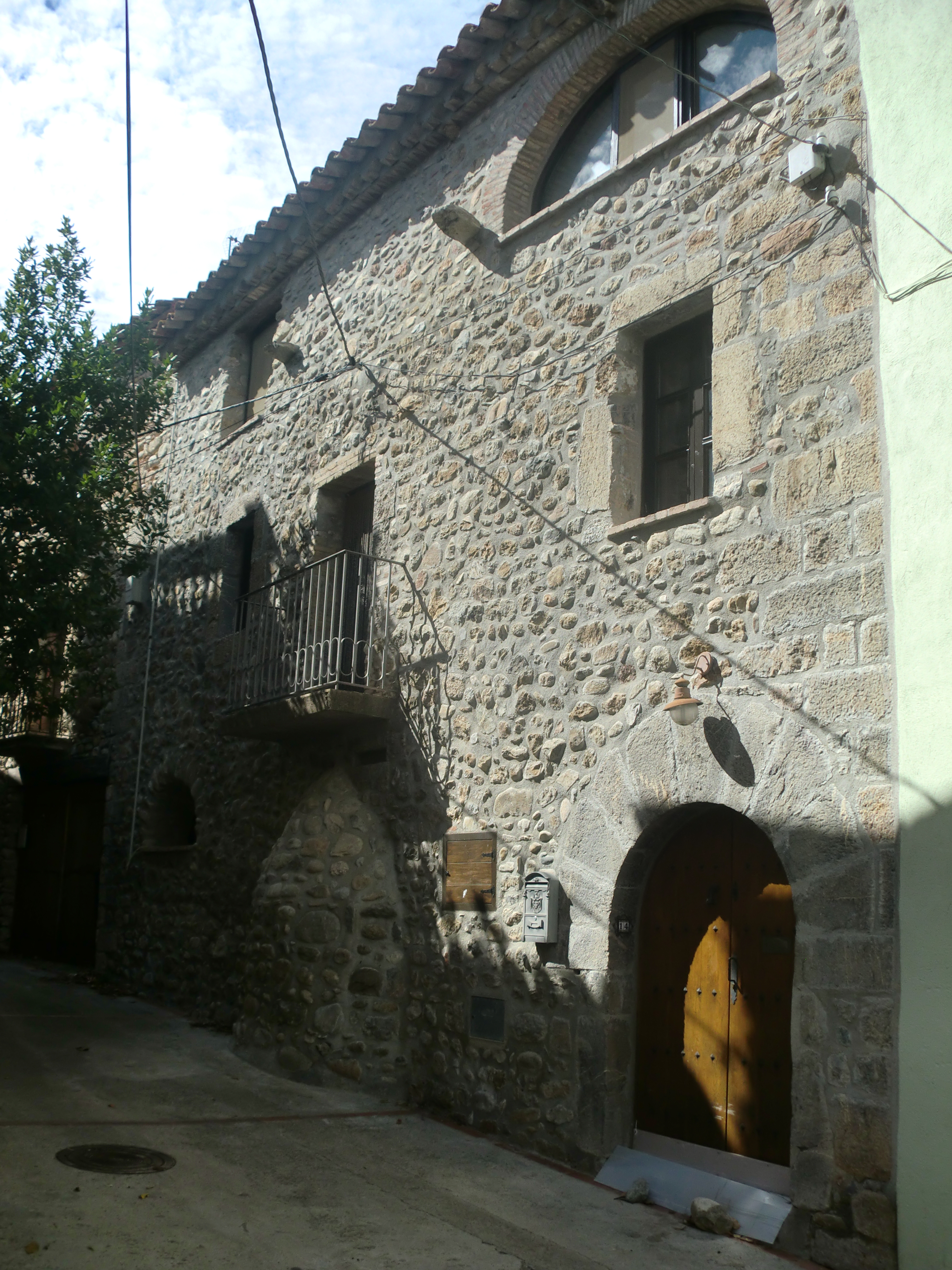
Casa al carrer de la Processó, 14

## Casa al número 14
La casa al número 14 és un edifici rehabilitat entre mitgeres de planta rectangular, amb la coberta de teula de dues vessants i distribuït en planta baixa i dos pisos. La façana principal, orientada al carrer de la Processó, presenta un portal d'arc de mig punt adovellat, amb els brancals fets de carreus desbastats. Aquesta obertura està descentrada a l'extrem de llevant del parament. A l'extrem de ponent hi ha una finestra d'arc de mig punt amb les lloses disposades a sardinell. Damunt del portal hi ha una finestra rectangular emmarcada amb carreus de pedra i la llinda plana, que es repeteix a l'altre extrem del parament. Al mig hi ha un balcó exempt amb el finestral rectangular i la llinda feta de maons. Per acabar, al pis superior, hi ha una finestra de mig punt feta de maons i una altra de rectangular. A la part inferior del parament, cal destacar un cos adossat semicircular que es correspon amb la part superior de la tina que hi ha instal·lada al soterrani de la casa.
La construcció és bastida amb còdols i pedra sense treballar, lligada amb abundant morter de calç. A les cantonades hi ha carreus ben desbastats.